# Высокогорье (Новгородская область)
Высокогорье — деревня в Мошенском районе Новгородской области России. Входит в состав Калининского сельского поселения.

## История
В 1963 г. Указом Президиума ВС РСФСР деревня Чертова переименована в Высокогорье.

## Население
| 2010 |
| ---- |
| 14   |